# Glypta longicauda
Glypta longicauda är en stekelart som beskrevs av Hartig 1838. Glypta longicauda ingår i släktet Glypta och familjen brokparasitsteklar. Inga underarter finns listade i Catalogue of Life.